# Walterowcy
Walterowcy – potoczna nazwa powstałej w 1954 organizacji młodzieżowej, nazwanej od pseudonimu Karola Świerczewskiego (ps. Walter) Kręgiem Walterowskim, a następnie – już w ramach Związku Harcerstwa Polskiego, reaktywowanego w 1956 po okresie stalinizmu – Hufcem Walterowskim.

## Historia
Organizacja miała na celu stworzenie w Polsce drużyn młodzieżowych na wzór radzieckiej Organizacji Pionierskiej imienia W. I. Lenina. Podstawa ideologiczna funkcjonowania Walterowców została opracowana z uwzględnieniem wskazań radzieckiego pedagoga Antona Makarenki. Dzieci i młodzież w hufcu walterowskim zostały odcięte od tradycji przedwojennego harcerstwa i skautingu. Organizacja została stworzona od zera, ponieważ poprzednie próby reorganizacji OH ZMP nie dały oczekiwanych rezultatów.
Hufiec Walterowski rozwiązano rozkazem Komendanta Warszawskiej Chorągwi ZHP w dniu 15 grudnia 1961. 
Z czasem okazało się, że hufiec walterowski stał się kuźnią kadr antykomunistycznych, a wielu „walterowców” zostało liderami opozycji demokratycznej w PRL-u, jak Jacek Kuroń – jeden z założycieli hufca, oraz m.in. Adam Michnik, Seweryn Blumsztajn, Józef Chajn, Andrzej Seweryn.